# Carel Steensma
Carel Christiaan Steensma (Franeker, 10 augustus 1912 – Haren, 4 mei 2006) was een Nederlands piloot en verzetsstrijder. Hij werkte bij de KLM en was voorzitter van het Nederlands Dachau Comité.

## Jeugd, opleiding en vooroorlogs werk
Steensma groeide op in Friesland, als zoon van een fabrikant. Hij vertrok naar Canada om boer te worden, maar keerde naar Nederland terug en werd piloot. Steensma haalde zijn eerste vliegbrevet op vliegveld Waalhaven. Hij was militair vlieger, KLM-gezagvoerder en instructeur van de Rijksopleiding voor Verkeersvliegers. Daarnaast werkte hij onder de naam 'Carel Christiaan' voor de Nederlandse militaire geheime dienst GS III. Wanneer hij als KLM-piloot boven nazi-Duitsland vloog, keek hij of men bezig was nieuwe vliegvelden aan te leggen. Bleek dat het geval te zijn dan maakte hij zo nu en dan zogenaamd een noodlanding om van dichtbij waarnemingen te kunnen doen.

## Tweede Wereldoorlog
Op 10 mei 1940 vloog Steensma vrijwillig in een Fokker D.XXI om drie Fokker T.V's te escorteren die Waalhaven moesten bombarderen. Hij werd aangevallen door drie Messerschmitt Bf 109's, wist een daarvan neer te halen, en landde op Schiphol met een verwonding aan zijn been. Op 2 september 1941 probeerde hij samen met Eerste Luitenant-vlieger Pierre Jean Baptiste (Boy) Ruijs de Perez en J.L. Voûte per boot naar het Verenigd Koninkrijk te vluchten. De boot werd beschoten waarbij de motor defect raakte. Het drietal werd gearresteerd. Steensma was in zijn rechterbeen geraakt. Hij verbleef in verschillende concentratiekampen, onder meer in Natzweiler-Struthof, waar zijn been door een medegevangene die chirurg was in het geheim werd afgezet, zonder narcose. In het najaar van 1944 werd hij in de dodenwagon van Natzweiler naar Dachau vervoerd. Hij wist iemands aandacht te trekken en werd tussen de lijken vandaan gehaald. In het kamp sloot hij vriendschap met Pim Boellaard en voerde hij discussies met medegevangenen als Nico Rost en H.B.(Stuuf) Wiardi Beckman. Steensma werd in de ziekenboeg verstopt en overleefde zo de oorlog. Na de capitulatie van Duitsland organiseerde hij samen met enkele andere Nederlandse gevangenen, onder wie Hans Teengs Gerritsen, een autobus waarmee het gezelschap naar Nederland reisde. De bus werd aanvankelijk bij Vaals tegengehouden omdat de inzittenden niet over geldige papieren beschikten.

## Naoorlogse werkzaamheden
Na de oorlog kon Steensma niet meer vliegen. Hij werd Hoofd Vliegdienst KLM en in 1956 directeur Zuidelijk Amerika bij de KLM, woonde vier jaar op Curaçao en was medeoprichter van het Bonaire National Marine Park. In 1964 volgde hij Pim Boellaard op als voorzitter van het Nationaal Dachau Comité. Hij spande zich in voor het behoud van Dachau als monument, en was betrokken bij de oprichting van het Nederlandse Nationaal Dachau Monument in het Amsterdamse Bos. In 1966 werd Steensma de eerste directeur van de NV Nederlands Congresgebouw te Den Haag.

## Verdere personalia
Steensma trouwde op 29 mei 1937 te Den Haag met Tine de Veer – in 1934 de vierde Nederlandse vrouw in de geschiedenis met een vliegbrevet – en kreeg met haar drie zonen.
Steensma was ruim vijftig jaar bevriend met koningin Juliana en prins Bernhard. Nadat hij in 2002 in het televisieprogramma Hoge Bomen een boekje had open gedaan over de buitenechtelijke kinderen van de prins, raakten de twee gebrouilleerd. Steensma was drager van de Bronzen Leeuw. Hij overleed op 93-jarige leeftijd in zijn woonplaats Haren.